# Polisportiva Molinella 1938-1939
Questa pagina raccoglie i dati riguardanti la Polisportiva Molinella nelle competizioni ufficiali della stagione 1938-1939.

## Rosa
| N. |                   | Ruolo | Calciatore           |
| -- | ----------------- | ----- | -------------------- |
|    | Italia (bandiera) |       | Nino Betrandi        |
|    | Italia (bandiera) | D     | Ruggero Bottazzi     |
|    | Italia (bandiera) |       | Armando Casarini     |
|    | Italia (bandiera) | D     | Walter Casini        |
|    | Italia (bandiera) | C     | Gianangelo Cavalazzi |
|    | Italia (bandiera) |       | Danilo Delli         |
|    | Italia (bandiera) | A     | Giovanni Fava        |
|    | Italia (bandiera) | C     | Guido Gotellini      |
|    | Italia (bandiera) | A     | Gaetano Lupi         |
|    | Italia (bandiera) | A     | Enrico Masi          |

| N. |                   | Ruolo | Calciatore       |
| -- | ----------------- | ----- | ---------------- |
|    | Italia (bandiera) | A     | Enrico Masi      |
|    | Italia (bandiera) | P     | Gino Medola      |
|    | Italia (bandiera) | A     | Luciano Nerozzi  |
|    | Italia (bandiera) | A     | Walter Rambaldi  |
|    | Italia (bandiera) |       | Matteo Regazzi   |
|    | Italia (bandiera) | D     | Romeo Rossi      |
|    | Italia (bandiera) | A     | Domenico Spadoni |
|    | Italia (bandiera) | D     | Walter Spanazzi  |
|    | Italia (bandiera) | D     | Dino Testoni     |
|    | Italia (bandiera) |       | Gino Tromba      |